# Pedro Ernesto
Pedro Ernesto do Rego Baptista (Recife, 25 de setembro de 1884 — Rio de Janeiro, 10 de agosto de 1942) foi um médico e político brasileiro.
Foi prefeito do então Distrito Federal por dois períodos, entre 30 de setembro de 1931 e 2 de outubro de 1934, bem como entre 7 de abril de 1935 e 4 de abril de 1936. Pedro Ernesto foi revolucionário de 22, 26 e 30, e era chamado de "Mãe dos Tenentes" pelo respeito e admiração que tinham por ele.
Primeiro político a dar apoio financeiro ao carnaval — dentro de um projeto que visava transformar o Rio de Janeiro numa potência do turismo —, Pedro Ernesto foi considerado um dos maiores benfeitores das escolas de samba, e alcançou tamanha popularidade que chegou a ser cotado para a Presidência da República, antes de ser preso, sob acusação de ser comunista.

## Biografia
Seu pai era um pequeno comerciante líder maçônico no Recife.
Após completar os estudos básicos em sua cidade natal, iniciou o curso de medicina na Bahia que, posteriormente, concluiria no Rio de Janeiro. Quando estudante, trabalhou no consultório do médico Augusto do Amaral Peixoto (pai de Augusto do Amaral Peixoto Júnior e Ernâni do Amaral Peixoto).
Em 1908, formou-se em medicina, casando-se em março de 1906 com Maria Evangelina Duarte Baptista 

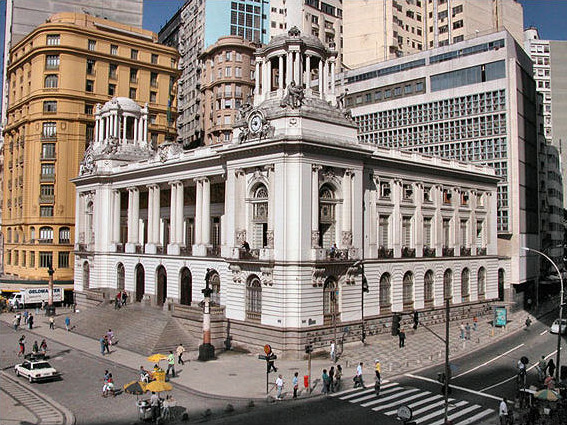
Palácio Pedro Ernesto, atual Câmara Municipal do Rio de Janeiro.

Em 1915, foi nomeado diretor da clínica cirúrgica da Policlínica de Botafogo, no Rio de Janeiro, mas demitiu-se menos de um ano depois por solidariedade a um colega injustiçado.
Em 1918, a Casa de Saúde Pedro Ernesto, especializada em obstetrícia, cirurgia e ginecologia.
Em 1922, tornou-se simpatizante do tenentismo, pois esse movimento defendia o voto secreto e o estabelecimento da Justiça Eleitoral.
Em outubro de 1924, aliou-se à conspiração chefiada pelo capitão-de-mar-e-guerra Protógenes Guimarães para revoltar os navios da Esquadra fundeados na Baía de Guanabara, em apoio à Revolta Paulista, desencadeada em 05 de julho de 1924. Com a derrota do movimento, foi preso por alguns dias, sendo solto por interferência de seu tio-avô André Cavalcanti, presidente do Supremo Tribunal Federal, entre 1924 e 1927.
Após o fracasso do ataque ao 3º Regimento de Infantaria em maio de 1925, organizou uma rede de apoio aos tenentes perseguidos pela polícia. Nessa época também ajudou a publicar o jornal revolucionário "5 de Julho".
Em 1929, aderiu à Aliança Liberal e apoiou a candidatura de Getúlio Vargas para a presidência da República.
No final de setembro de 1930, devido às ameaças de prisão, por envolvimento na conspiração de daria origem à Revolução de 1930, fugiu para Minas Gerais.
No dia 03 de outubro, com o início da Revolução de 1930, organizou o corpo de saúde das forças revolucionárias no setor de Minas Gerais.
No dia 14 de novembro, com a vitória do movimento revolucionário, foi nomeado diretor da Assistência Hospitalar do Rio de Janeiro. Tornou-se médico da família de Getúlio Vargas, chegando a salvar a vida de seu filho Lutero Vargas, ferido num acidente de automóvel, e a evitar a amputação da perna de sua esposa, Darci Vargas, ferida em outro desastre automobilístico.
Em junho de 1931, tornou-se presidente do "Clube 3 de Outubro", que um dos grupos de apoio à Getúlio Vargas, defendendo a nacionalização dos setores vitais para a defesa interna e a organização da sociedade em segmentos corporativos.
Em setembro de 1931, foi designado interventor no Rio de Janeiro, em substituição a Adolfo Bergamini.
Em 5 de julho de 1932, participou da primeira convenção nacional do Clube 3 de Outubro, na qual propôs transformar o clube em partido político, mas a proposta foi rejeitada.
Em novembro 1932, após a derrota da Revolução Constitucionalista de São Paulo, presidiu o primeiro Congresso Nacional Revolucionário, com a presença de delegações do Clube 3 de Outubro, da Legião 5 de Julho, da Legião Paranaense, do Partido Liberal Progressista e do Partido Popular Progressista, os dois últimos de São Paulo, e até mesmo da Ação Integralista Brasileira (AIB), movimento de inspiração fascista fundada um mês antes em São Paulo. O congresso resultou na criação do Partido Socialista Brasileiro (1932-1937) e na formulação de um programa a ser defendido na Assembleia Nacional Constituinte de 1934.
No início de 1933, participou da comissão organizadora do Partido Autonomista do Distrito Federal, que seria funado no dia 04 de março de 1933. O principal objetivo desse partido era defender na Assembleia Constituinte de 1934, a autonomia política e administrativa do Distrito Federal, que na época era a cidade do Rio de Janeiro. Portanto, defendia o direito do povo carioca de eleger seu prefeito e possuir um corpo legislativo semelhante às assembleias estaduais.
Em agosto de 1933, participou ativamente das articulações para a escolha de Antônio Carlos Ribeiro de Andrada para a presidência da Assembleia Constituinte de 1934.
Em setembro de 1933, após a morte de Olegário Maciel, presidente de Minas Gerais, apoiou juntamente com o Ministro das Relações Exteriores Afrânio de Melo Franco e o Ministro da Fazenda Osvaldo Aranha, a candidatura de Virgílio de Melo Franco ao cargo de interventor naquele estado, em oposição à candidatura de Gustavo Capanema.
Naqueles contexto de disputa entre seus partidários, Vargas nomeou para o cargo de interventor Benedito Valadares.
Inconformados com a escolha, Afrânio de Melo Franco e Osvaldo Aranha apresentaram pedidos de demissão de seus postos. Na ocasião, Pedro Ernesto ajudou a convencer Osvaldo Aranha a rever seu pedido de demissão e, desse modo, permanecer no ministério.
Em março de 1934, foi homenageado pelo Exército, por meio da promoção ao posto de coronel-médico da reserva.
Partidário da eleição de Vargas à Presidência da República pela Assembleia Constituinte de 1934, trabalhou contra a candidatura de Pedro Aurélio de Góis Monteiro, articulada pelo Clube 3 de Outubro. O lançamento da candidatura de Góis Monteiro coincidiu com uma onda de rumores de um iminente golpe de Estado e com pronunciamentos de comandantes militares contra a Constituinte e contra a implantação de uma ordem liberal no país.
Após a promulgação da Constituição e a eleição de Vargas para a presidência da República, em julho de 1934, iniciou-se a campanha para as eleições legislativas marcadas para 14 de outubro. 
Em abril de 1935, foi escolhido, pela Câmara Municipal do Rio de Janeiro, como prefeito da cidade.

### Prefeito do Rio de Janeiro

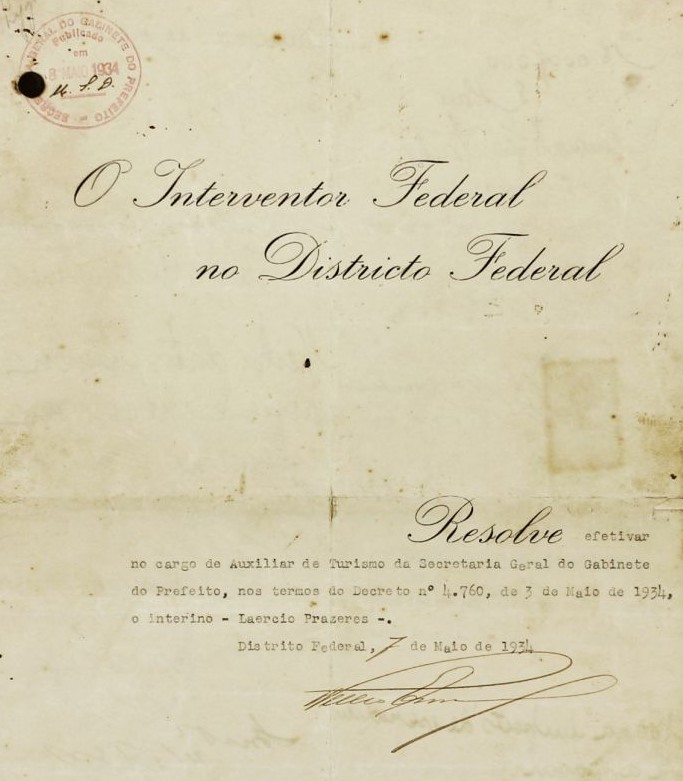
Documento da gestão em 1934.

No início da década de 1930, a cidade do Rio de Janeiro dispunha de uma rede de escolas e hospitais bastante deficiente.
Em 1933, nomeou Anísio Teixeira para a direção do Departamento de Educação. Teixeira era partidário da adoção de um sistema escolar público, gratuito, obrigatório e laico.
Durante sua gestão, foram construídas cerca de 30 escolas municipais, a maior parte delas nas áreas pobres da cidade.
Em abril de 1935, foi inaugurada a Universidade do Distrito Federal.
Nomeou Gastão Guimarães, para o Departamento de Saúde, que reequipou a rede hospitalar e construiu os hospitais Getúlio Vargas, Carlos Chagas e Miguel Couto, além de vários centros de saúde.
Também foram realizadas obras de saneamento que melhoraram sensivelmente as condições sanitárias da cidade, especialmente dos bairros suburbanos.
Sua gestão também criou o Departamento de Turismo.
Instituiu a Assistência Médico Cirúrgica para os funcionários municipais e o Montepio dos Empregados Municipais, além de regularizar o pagamento de seus vencimentos.
Revogou o plano de urbanização concebido por Alfred Agache e aprovado por seu predecessor, Adolfo Bergamini, evitando numerosas desapropriações.
No princípio de 1934, criou a Polícia Municipal, com o objetivo de diminuir o poder de intervenção do chefe de polícia do Distrito Federal, Filinto Müller.

### Declínio
O agravamento das tensões sociais, associado à crescente influência da Ação Integralista Brasileira (AIB) e do Partido Comunista Brasileiro (PCB), acentuou as tendências centralizadoras e autoritárias do governo federal. Nesse contexto, colocou-se em clara oposição às medidas repressivas contra os sindicatos de trabalhadores e as greves operárias.
No início de 1935, sofreu duras críticas dos meios católicos em virtude de sua oposição ao projeto de introdução do ensino religioso nas escolas públicas do Rio de Janeiro. Em 30 de março do mesmo ano, cedeu o Teatro João Caetano para a sessão inaugural da Aliança Nacional Libertadora (ANL), uma frente política constituída pelos comunistas e os opositores de esquerda.
Apesar da aprovação da Lei de Segurança Nacional, em 4 de abril de 1935, continuou assegurando liberdade de atuação à ANL no Rio de Janeiro. Em maio, cedeu o Instituto de Educação para uma manifestação contra o fascismo promovida pela União Feminina do Brasil, e, depois, apoiou a criação da União Trabalhista do Distrito Federal, composta por dirigentes sindicais e intelectuais ligados à ANL.
Além disso, solidarizou-se com algumas greves operárias e movimentos populares, como a campanha para impedir o aumento do preço da gasolina. Em julho de 1935, condenou veementemente o fechamento da ANL e denunciou o perigo de implantação de uma ditadura oligárquica no país.
Em decorrência de sua oposição ao regime, passou a ser combatido sistematicamente por uma ala do Partido Autonomista liderada pelo padre Olímpio de Melo, Augusto do Amaral Peixoto e Luís Aranha.
Em agosto de 1935, anunciou a reorganização do partido com base num programa trabalhista, bem como a transformação dos cinco departamentos da prefeitura em secretarias. A reação da ala conservadora foi imediata e bastante agressiva. Átila Soares, por exemplo, denunciou o caráter comunista do novo programa e a tentativa de "sovietização" da prefeitura.
Em fins de setembro, envolveu-se na crise de sucessão fluminense, alvo de uma acirrada disputa entre o governo federal, articulador da candidatura do almirante Protógenes Guimarães, e o governador do Rio Grande do Sul, José Antônio Flores da Cunha, defensor da candidatura de Cristóvão Barcelos.
Naquele contexto, apoiou os esforços do governador da Bahia, Juraci Magalhães, para articular uma candidatura de conciliação. 
Em novembro, após prolongadas e infrutíferas negociações, Protógenes Guimarães foi eleito governador do estado do Rio de Janeiro pela Assembleia Legislativa.
Após o fracassado levante comunista de novembro de 1935, tornou-se um dos principais alvos da campanha anticomunista desencadeada no país.
Em 1 de dezembro, foi obrigado a demitir seu secretário de Educação, Anísio Teixeira, alvo da campanha anticomunista liderada pelo pensador católico Alceu Amoroso Lima.
Também foram exonerados: Afrânio Peixoto, reitor da Universidade do Distrito Federal, oito diretores de faculdades e numerosos professores.
O sucessor de Anísio Teixeira, Francisco Campos, não hesitou em desbaratar a obra de seu predecessor, suprimindo de imediato as escolas experimentais desmantelando a Universidade do Distrito Federal. Ainda em dezembro, foi acusado de coordenar uma greve de marítimos e mobilizar as associações de sargentos contra o governo.

### Prisão e Inquérito
Em 5 de fevereiro de 1936, o deputado Adalberto Correia, presidente da Comissão Nacional de Repressão ao Comunismo, propôs ao ministro da Justiça, Vicente Rao, as prisões de Pedro Ernesto, de seu filho Odilon Baptista, de Anísio Teixeira, de Eliezer Magalhães, irmão de Juraci Magalhães, e de Maurício de Lacerda.
Pedro Ernesto reagiu à ameaça, buscando apoio junto à oposição parlamentar e ao governador gaúcho Flores da Cunha. No início de março, o "Grêmio Político Amigos do Dr. Pedro Ernesto" reivindicou a realização de um plebiscito para a escolha do sucessor de Vargas e, alguns dias mais tarde, anunciou uma nova reorganização do Partido Autonomista, dessa vez com base num programa essencialmente liberal.
No dia 1º de abril, foi intimado a prestar depoimento no gabinete do chefe de Polícia do Distrito Federal, Fillinto Müller. Já havia contudo antecipado sua defesa, entregando pessoalmente a Vargas um relatório sobre as atividades comunistas no país.                                      
Enquanto a polícia apertava o cerco, seus amigos se mobilizaram para impedir sua prisão.
No dia 02 de abril, a Federação dos Marítimos realizou uma manifestação de desagravo a Pedro Ernesto. Anunciou-se para 04 de abril uma cerimônia em sua homenagem, com a presença dos governadores Flores da Cunha, do Rio Grande do Sul, Erônides Carvalho, de Sergipe, e Nereu Ramos, de Santa Catarina, além do presidente da Associação Brasileira de Imprensa, Herbert Moses.
Entretanto, no dia 03, Pedro Ernesto foi preso por ordens de Filinto Müller, ao mesmo tempo em que o cônego Olímpio de Melo, presidente da Câmara Municipal, assumia a prefeitura do Rio de Janeiro.
Segundo o delegado Eurico Bellens Porto, encarregado do inquérito sobre o levante comunista no Rio de Janeiro, a documentação, apreendida pela polícia em março de 1936, na residência de Luís Carlos Prestes, apresentava elementos suficientes para comprovar o envolvimento de Pedro Ernesto com a revolta.
A documentação continha a correspondência entre Prestes e Ilvo Meireles, tesoureiro do PCB, e nela Pedro Ernesto apareceria citado sob os pseudônimos de Sá, Sá Ferreira e Moreno.
Havia também os rascunhos de duas cartas de Prestes ao prefeito do Rio de Janeiro, escritas em julho e novembro de 1935.
A correspondência de Ilvo Meireles aludia a uma reunião de Pedro Ernesto com os generais Manuel Rabelo e Cristóvão Barcelos e o tenente-coronel Newton Estillac Leal, na qual o prefeito do Rio de Janeiro teria revelado sua concordância com o programa da ANL e admitido seu apoio à insurreição preparada por Prestes.
Ilvo Meireles também mencionava uma série de contribuições em dinheiro entregues por Pedro Ernesto a Eliezer Magalhães após o fracasso do levante comunista, os preparativos para a saída do país de Odilon Baptista e a aparente aproximação entre Vargas, Pedro Ernesto e “outros elementos menos reacionários” em dezembro de 1935.
A correspondência apreendida revelava ainda uma brusca mudança de posição dos comunistas em relação a Pedro Ernesto, pois em carta de 13 de fevereiro de 1936, Prestes recomendava a utilização de todos os meios para “desmascarar a demagogia de Pedro Ernesto”.
Pedro Ernesto negou categoricamente as acusações. Em relação à primeira carta de Prestes, convidando-o a ingressar na ANL, declarou não ter respondido ao apelo, após levar a carta ao conhecimento de Vargas e Filinto Müller. Quanto à segunda carta, na qual Prestes esboçava o plano de ação para tomada do poder pela ANL, Pedro Ernesto declarou que não chegara às suas mãos. Pedro Ernesto afirmou ainda que, embora os trechos das cartas de Ilvo Meireles referentes a Sá, Sá Ferreira e Moreno constituíssem óbvias alusões à sua pessoa, os assuntos nela tratados eram de seu completo desconhecimento.
Durante o inquérito, os generais Manuel Rabelo e Cristóvão Barcelos e o tenente-coronel Estillac Leal prestaram depoimento sobre a reunião mencionada na carta de Meireles, negando a versão ali apresentada.
Eliezer Magalhães declarou serem falsas todas as informações transmitidas por Meireles a Prestes a respeito de Pedro Ernesto. Segundo Magalhães, Meireles havia-se baseado em falsos informes transmitidos por ele, Eliezer, com objetivo de infundir ânimo entre seus companheiros.
Em 24 de outubro de 1936, o Tribunal de Segurança Nacional (TSN) iniciou o sumário de culpa de Pedro Ernesto e mais 155 indiciados no levante comunista do Rio de Janeiro.
Em 6 de janeiro de 1937, declarou-se inocente de todas as acusações formuladas. No decorrer do processo, a pedido do advogado de Pedro Ernesto, Mário Bulhões Pedreira, o general Manuel Rabelo, o coronel Zenóbio da Costa e Jurandir Magalhães, irmão de Juraci e de Eliezer Magalhães, apresentaram-se como testemunhas de defesa.
Em 15 de março de 1937, ao se aproximar a data do julgamento, Getúlio Vargas decretou a intervenção no Distrito Federal, confirmando Olímpio de Melo na chefia da prefeitura a fim de impedir o possível retorno de Pedro Ernesto ao cargo de prefeito.
Em 7 de maio de 1937, Pedro Ernesto foi julgado juntamente com os principais acusados do levante comunista de 1935, sendo condenado à pena de três anos e quatro meses de prisão.
Em julho, o cônego Olímpio de Melo renunciou ao cargo de interventor, sendo substituído por Henrique Dodsworth, do Partido Economista Democrático. No mesmo mês, o Partido Autonomista procurou estabelecer uma aliança entre Pedro Ernesto e José Américo de Almeida, candidato oficioso de Vargas às eleições presidenciais previstas para 1938, organizando com esse objetivo uma manifestação em favor da libertação do ex-prefeito.
O apoio à candidatura de José Américo provocou a cisão dos autonomistas ligados a Jones Rocha, que se retiraram do partido para fundar uma nova agremiação, o Partido Libertador Carioca.
Em 13 de setembro, Pedro Ernesto foi absolvido pelo Supremo Tribunal Militar (STM), sendo solto juntamente com dezenas de prisioneiros políticos. Ao sair da prisão, pronunciou violento discurso contra o governo e anunciou sua adesão ao Partido Libertador Carioca e à candidatura oposicionista de Armando de Sales Oliveira à presidência da República.

### Durante o Estado Novo
No dia 1º de outubro de 1937, em consequência da “descoberta” do Plano Cohen, documento forjado que revelava um plano de derrubada do governo pelos comunistas, entrou novamente em vigor o estado de guerra, e os direitos constitucionais foram suspensos.
Nesse contexto, seguiu para São Paulo, decidido a exilar-se na Argentina. Em 12 de outubro, reuniu-se com o general César Augusto Parga Rodrigues, executor do estado de guerra em São Paulo, a fim de comunicar-lhe sua viagem. O general entrou em contato com autoridades superiores, que lhe deram a ordem de prender Pedro Ernesto. No mesmo dia, Pedro Ernesto e seu filho Odilon Baptista foram detidos.
Em 10 de novembro de 1937, dia da decretação do Estado Novo, Pedro Ernesto escreveu a Henrique Dodsworth solicitando sua intervenção junto a Vargas em favor de sua libertação, em troca da renúncia a cargos públicos e a quaisquer pretensões políticas.  
Alguns dias mais tarde, foi transferido para Campanha (Minas Gerais) sob prisão domiciliar e, em janeiro de 1938, obteve permissão de Vargas para regressar ao Rio de Janeiro em liberdade.
Posteriormente, foi processado por desvio de material da prefeitura.
Em agosto de 1939, foi julgado e absolvido pelo juízo da 7ª Vara Criminal do Rio de Janeiro.
Nos anos seguintes, permaneceu à margem das atividades políticas.
Em dezembro de 1941, viajou aos EUA para submeter-se a uma intervenção cirúrgica, regressando ao Brasil em fevereiro de 1942.
Ao voltar, divulgou um manifesto solidarizando-se com a decisão do governo de romper relações diplomáticas com os países do Eixo e defendendo a união nacional, a pacificação dos espíritos e a anistia geral.
No dia 10 de agosto de 1942, faleceu e foi sepultado em meio a homenagens oficiais do governo e a uma grande manifestação popular.
Foi membro efetivo da Academia Nacional de Medicina e do Colégio Americano dos Cirurgiões, além de membro honorário da Academia Francesa de Medicina.

## Medalha Pedro Ernesto
A Câmara Municipal do Rio de Janeiro, cujo prédio é denominado Palácio Pedro Ernesto, instituiu uma medalha com seu nome, considerada a comenda máxima do município. Ela foi severamente questionada em 2006, depois que o ex-deputado Roberto Jefferson, réu confesso e cassado por participar do esquema do mensalão, foi condecorado com ela por sua própria filha, a vereadora Cristiane Brasil. O cartunista Jaguar devolveu sua medalha, entregue oito anos antes pelo então vereador Chico Alencar.
Também levam o nome do histórico prefeito o Hospital Universitário Pedro Ernesto, uma rua no bairro carioca da Gamboa e uma escola municipal situada no bairro da Lagoa. Em 2009, sua memória foi lembrada no desfile da escola de samba Unidos de Cosmos.